# Gallus sonneratii
El gallo gris o gallo de Sonnerat (Gallus sonneratii) es una especie de ave galliforme de la familia Phasianidae endémica de la India. Es un pariente silvestre de las aves de corral y se encuentra principalmente en la India peninsular y hacia la frontera norte, a veces se hibrida en la naturaleza con el gallo rojo (Gallus gallus). Se hibridan fácilmente en cautiverio y en ocasiones con aves de corral mantenidas en viviendas cercanas a los bosques donde habita. Las llamadas son fuertes y distintivas y son cazados por su carne y por las largas plumas del cuello que son buscadas para hacer señuelos de pesca.